# Laurent Croci
Laurent Croci (Montbéliard, 8 dicembre 1964) è un allenatore di calcio ed ex calciatore francese, di ruolo difensore.

## Carriera
Ha espletato la gran parte della sua carriera con la maglia di due soli club francesi. Dal 1982 ha giocato per dieci anni nel Sochaux, che ha lasciato nel 1992 per passare al Bordeaux per due stagioni.
Nel 1994 fece ritorno per un anno in prestito al Sochaux, prima di tornare ancora al Bordeaux. In quest'ultima esperienza è nel gruppo che raggiunge la finale di Coppa UEFA 1995-1996 persa contro il Bayern Monaco.
Nel 1997 fece poi un'apparizione con gli inglesi del Carlisle.